# Тонаригуми
Тонаригуми (на японски: 隣組) или т.нар. „Съседски организации“ е най-малката единица от програмата за национална мобилизация, организирана от японското правителство по време на Втората световна война. Всяка организация е съставена от 10-15 домакинства, които трябва да изпълняват различни обществено полезни дейности като борба с пожари, гражданска защита и вътрешна сигурност.

## Създаване
Подобни съседски обединения за взаимопомощ съществуват в Япония още от преди периода Едо. Системата е официално въведена на 11 септември 1940 г. по заповед на вътрешното министерство начело с министър-председателя Фумимаро Коное. Участието в тях е задължително. Всяка група е натоварена със снабдяване с продоволствия, поддръжка на пътните мрежи, разпространяване на държавни бонове, противопожарна дейност, обществено здраве и гражданска защита. Също така те трябва да подпомагат и Движението за национална духовна мобилизация, като разпространяват пропагандни материали и организират патриотични събрания. Правителството използва и Тонаригуми за съблюдаване на обществения ред. Във всяка организация има информатори за тайната полиция Токко, които следят за нарушители или заподозрени за неморално и непатриотично поведение.
В окупираните от Япония територии (включително Манджоу-го, Менгу-гуо, режимът на Уан Джинуей в Китай и Югоизточна Азия) също се създават подобни организации със същите цели и задачи.
С развитието на Тихоокеанския театър на втората световна война, членовете на Тонаригуми получават военно обучение и трябва да следят за вражески самолети над градовете и плавателни съдове около бреговете. В случай на вражеско нападение, те трябва да сформират опълчение. Някои от тях участват в бойните действия в Манджоу-го, Корея и Карафуто (южната част на остров Сахалин)в края на войната.
През 1947 г., Тонаригуми са разпуснати от американските окупационни власти, като след договора от Сан Франциско през 1951 г., тяхното съществуване отново е разрешено. Днес подобни организации са Чонайкай или Джичикай, които представляват независими организации, в които всеки може да се включи. Те носят ограничена отговорност във връзка с местната администрация и координиране на различни дейности като наглеждане на квартала или помощ при бедствия.